# Vocalese
O vocalese é um género de jazz em que a letra da música é elaborada de forma a ser incluída na composição como substituto de um solo de um instrumento. Ao contrário do scat, em que a letra é composta de sílabas sem sentido, o vocalese é feito de palavras previamente elaboradas ou improvisadas.
Um dos primeiros solos vocais deve-se a Bee Palmer que, em 1929, cantava uma letra de uma música de Bix Beiderbecke, "Singing the Blues". No entanto, um dos principais divulgadores foi Eddie Jefferson, na década de 1940, com "Body and Soul", de Coleman Hawkins. 
O auge do vocalese foi atingido com o grupo Lambert, Hendricks & Ross (Jon Hendricks, Annie Ross e Dave Lambert), no final da década de 1950.

## Principais intérpretes
- Bob Dorough
- Eddie Jefferson
- Lambert, Hendricks & Ross
- Leo Watson
- Jon Hendricks
- Michele Hendricks
- King Pleasure
- Dave Lambert
- The Manhattan Transfer
- Annie Ross
- Les Double Six
- Folk Scat
- Dianne Mower